# Aggregata duboscqi
Aggregata duboscqi is een soort in de taxonomische indeling van de Myzozoa, een stam van microscopische parasitaire dieren. Het organisme komt uit het geslacht Aggregata en behoort tot de familie Aggregatidae. Aggregata duboscqi werd in 1901 ontdekt door Léger.